# The Transgressor (film 1911)
The Transgressor è un cortometraggio muto del 1911 diretto da Tom Ricketts.

## Produzione
Il film fu prodotto dalla Nestor Film Company, una compagnia fondata dai fratelli William e David Horsley.

## Distribuzione
Distribuito dalla Motion Picture Distributors and Sales Company, il film - un cortometraggio di una bobina - uscì nelle sale cinematografiche USA l'8 febbraio 1911.